# 临汾鼓楼

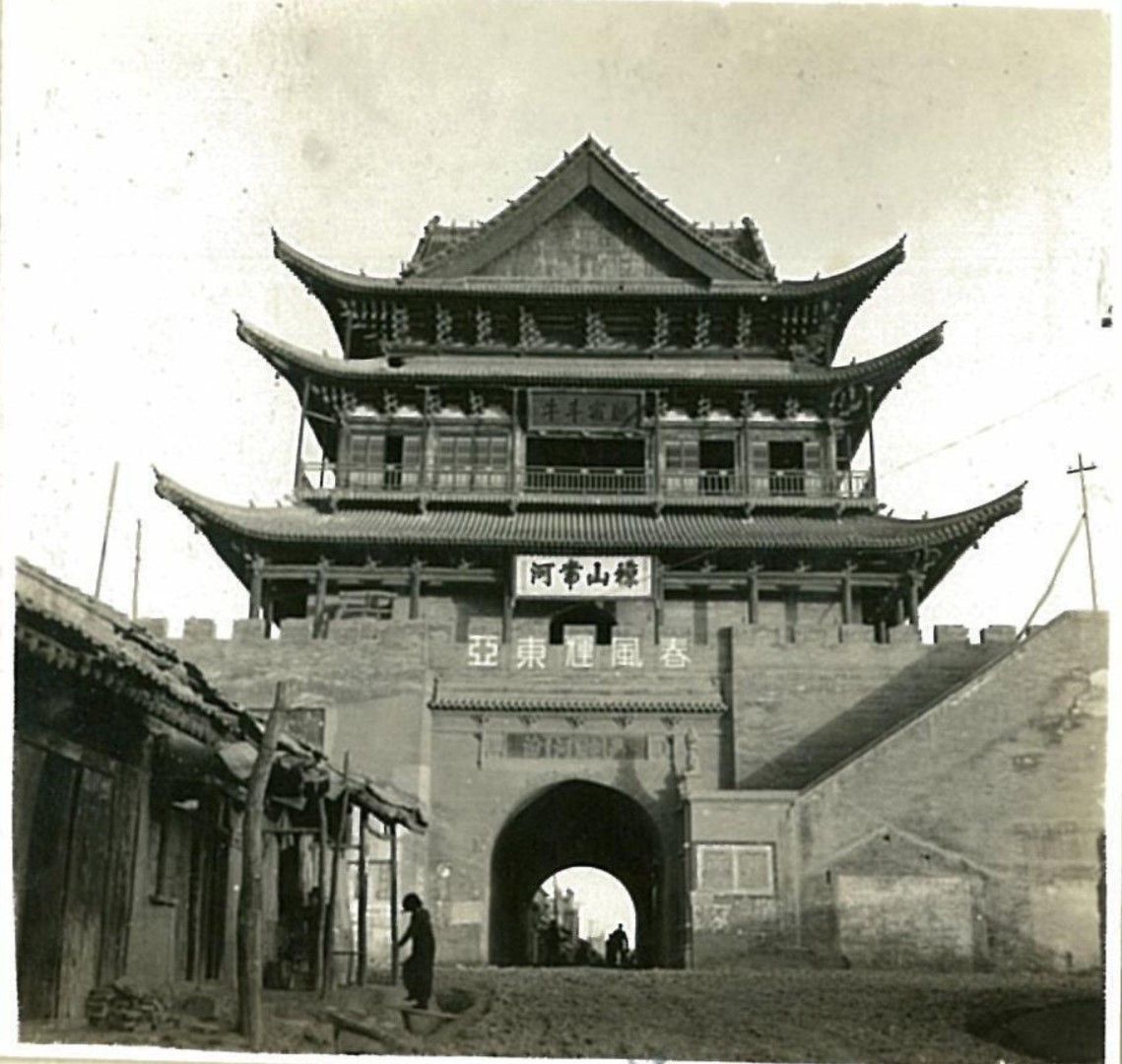
1939年11月的大中楼

临汾鼓楼又名大中楼，位于山西省临汾市中心尧都区，鼓楼东大街、鼓楼南大街、鼓楼西大街、鼓楼北大街交汇处中心。是临汾的地标性建筑。

## 历史
临汾鼓楼始建于北魏，历史上曾多次损毁重建。明洪武初年（1368年）重修。万历三十三年（1605年）修复。清康熙三十四年（1695年）毁于地震，康熙四十二年（1703年）康熙四十九年平阳知府刘棨主持重建。1933年再次毁于地震后重建。十五年后，1948年在内战期间，被阎锡山拆除。1984年9月至1987年5月，临汾市修复鼓楼委员会按明代风格重新修复了鼓楼。

## 建筑
临汾鼓楼楼高43.76米，为中国最高的鼓楼，十字歇山顶。民谚“平阳府有座大中楼，半截子插在天里头。”。登楼可俯瞰全城。底座正方形，边长40米。楼上大铁钟，系金明昌七年年铸，重达2500余公斤。底层四面门洞匾额分别为“东临雷霍”、“南通秦蜀”、“西控河汾”、“北达幽并”。二层门匾分别为“紫气东临”（东）、“乾坤楼阁”（南）、“襟山带河”（西）、“声和击壤”（北）。三层门匾分别为“太行形胜”（东）、“云天咫尺”（南）、“望于姑射”（西）、“窗宿斗牛”（北）。

## 保护
2004年5月，大中楼公布为第一批临汾市文物保护单位。
2002-2003年，鼓楼东北侧建成鼓楼广场.